# Контролируемая зона
Контролируемая зона — это территория или пространство, на которых исключено неконтролируемое пребывание лиц или транспортных средств без постоянного или разового допуска.
Контролируемая зона может ограничиваться периметром охраняемой территории частично, охраняемой территорией, охватывающей здания и сооружения, в которых проводятся закрытые мероприятия, частью зданий, комнатой, кабинетом, в которых проводятся закрытые мероприятия. Контролируемая зона может устанавливаться размером больше, чем охраняемая территория, при этом она должна обеспечивать постоянный контроль за неохраняемой частью территории.
Постоянная контролируемая зона — это зона, границы которой устанавливаются на длительный срок.
Вре́менная зона — это зона, устанавливаемая для проведения закрытых мероприятий разового характера.
Согласно требованиям НДТЗИ должна обеспечиваться контролируемая зона следующих размеров:
- Первой категории универсального объекта требуется 50 метров контролируемой зоны.
- Второй категории объекта требуется 30 метров.
- Третьей категории объектов требуется 15 метров контролируемой зоны.